# Alan Arnold Griffith
Alan Arnold Griffith (13 giugno 1893 – 13 ottobre 1963) è stato un ingegnere britannico.
È conosciuto soprattutto per i suoi studi sulla tensione e sulla rottura nei metalli, nota in particolare come rottura a fatica, e per essere stato uno dei primi a sviluppare una base teorica consistente per i motori a reazione.

## Biografia
Griffith conseguì dapprima una laurea in ingegneria meccanica, seguita da un Master e da un Dottorato di Ricerca presso l'Università di Liverpool. Nel 1915 viene accettato come tirocinante presso la Royal Aircraft Factory, prima di essere aggregato al Dipartimento di Fisica e Strumentazione negli anni seguenti, quando l'azienda assunse il nome di Royal Aircraft Establishment (RAE).
Alcuni dei primi lavori di Griffith rimangono a tutt'oggi ampiamente in uso. Nel 1917, insieme a Geoffrey Ingram Taylor, propose l'uso di una patina di sapone come metodo di studio dei problemi di tensione. In questo metodo, una bolla di sapone viene "stirata" tra diversi fili che rappresentano i margini dell'oggetto da studiare, e la colorazione della superficie della bolla mostra le linee di tensione. Questo metodo, con altri simili, venne usato fino agli anni novanta, quando divennero disponibili computer con potenze tali da consentire il calcolo di tali linee con metodi numerici.
Griffith è ancora più conosciuto per uno studio teorico sulla natura della tensione e della rottura nei metalli. All'epoca, veniva generalmente accettato che la resistenza di un materiale fosse pari a E/10, dove E rappresenta il modulo elastico o modulo di Young per tale materiale. Tuttavia era ben noto che questi materiali spesso arrivavano a rottura a valori anche 1.000 volte inferiori di quello così calcolato. Griffith scoprì che esistevano numerose microfratture in ogni materiale, e ipotizzò che queste microfratture abbassassero la resistenza complessiva del materiale stesso. Questo avviene perché qualsiasi vuoto in un materiale solido provoca una concentrazione della tensione, il che porta la tensione stessa a raggiungere il valore E/10 all'altezza della microfrattura molto prima di quanto avvenga per il solido nel suo insieme.
Da questo studio, Griffith formulò la sua teoria della frattura fragile, utilizzando il concetto di energia di tensione elastica. La sua teoria descrisse il comportamento della propagazione delle fratture in un corpo ellittico considerando l'energia implicata. L'equazione sostanzialmente stabilisce che, quando una microfrattura riesce a propagarsi abbastanza da fratturare un solido, il guadagno in energia superficiale è uguale alla perdita di energia di coesione, ed è considerata la principale equazione per descrivere la frattura fragile. Poiché l'energia di tensione rilasciata è direttamente proporzionale al quadrato della lunghezza della microfrattura, soltanto quando questa è relativamente corta l'energia richiesta per espandersi supera l'energia disponibile. Oltre la lunghezza critica di Griffith, la frattura diviene pericolosa.
Il lavoro, pubblicato nel 1920, produsse cambiamenti sostanziali in molte industrie. In questo modo, improvvisamente, l'indurimento dei materiali dovuto a processi come la laminazione a freddo non fu più misterioso. I progettisti di velivoli compresero immediatamente il motivo per cui i loro progetti andavano a rottura anche se erano stati costruiti molto più forti di quanto fosse necessario, e subito iniziarono a lavorare i metalli usati in modo da rimuovere le microfratture. Il risultato fu una serie di progetti particolarmente riusciti negli anni trenta, come il Boeing 247. Questa ricerca venne successivamente generalizzata negli anni cinquanta da G. R. Irwin, applicandola a quasi tutti i materiali, non soltanto quelli rigidi.
Nel 1926 Griffith pubblicò una ricerca, An Aerodynamic Theory of Turbine Design. Egli dimostrò che il misero rendimento delle turbine esistenti era dovuto a un difetto del loro disegno, che portava le pale a lavorare in stallo, e propose una forma aerodinamica per le pale che avrebbe aumentato il loro rendimento in misura rilevante. La pubblicazione proseguiva descrivendo un motore che utilizzava un compressore assiale ed una turbina a due stadi, il primo dei quali dava energia al compressore, mentre il secondo era un condotto di potenza destinato a dare energia al propellente. Questo primo progetto rappresentò il precursore del motore a turbina. Conseguentemente alla pubblicazione dello studio, l'Aeronautical Research Committee finanziò un esperimento in scala ridotta con un compressore assiale ed una turbina assiale, entrambi ad un solo stadio. Il lavoro fu completato nel 1928 con un progetto di prototipo funzionante, ma per qualche motivo l'esperimento fu sospeso a quel punto.
Più o meno nello stesso periodo Frank Whittle espose le sue tesi sui motori a turbina, utilizzando un compressore centrifugo e una turbina monostadio, in cui l'energia residua nei gas di scarico veniva utilizzata per fornire direttamente energia al velivolo. Whittle mandò la sua ricerca al Ministero dell'Aeronautica nel 1930, dove venne passato a Griffith per una valutazione. Dopo avere evidenziato un errore nei calcoli di Whittle, egli disse che l'ampia superficie frontale del compressore l'avrebbe reso inutilizzabile per l'uso aeronautico e che i gas di scarico stessi avrebbero fornito una spinta scarsa. Il Ministero dell'Aeronautica rispose quindi a Whittle dicendo di non essere interessato al progetto. Whittle si sentì mortificato, ma fu convinto da Johnny Johnson a sviluppare comunque l'idea. Fortunatamente, Whittle brevettò il suo progetto nel 1930 e fu in grado di avviare la Power Jets nel 1935 per svilupparlo.
Griffith divenne il principale consulente scientifico nell'ambito del nuovo Air Ministry Laboratory a South Kensington. In quei laboratori inventò una turbina a gas detta a controflusso, la quale utilizzava un compressore con due rotori aventi verso di rotazione opposto, posti l'uno all'interno dell'altro, in contrapposizione con tutti i progetti usuali in cui il compressore soffiava l'aria contro uno statore, sostanzialmente un disco palettato fisso. L'effetto sul rendimento della compressione fu notevole, ma altrettanto consistente era l'effetto sulla complessità del motore. Nel 1931 Griffith tornò al RAE per occuparsi della ricerca sui motori, ma fu solo nel 1938, quando divenne capo del Dipartimento Motori, che effettivamente partì il lavoro sullo sviluppo di un motore a flusso assiale. Affiancato da Hayne Constant, iniziò a lavorare al suo progetto iniziale senza controflusso, lavorando insieme alla fabbrica di turbine a vapore Metropolitan-Vickers (Metrovick).
Dopo breve tempo, il lavoro di Whittle alla Power Jets  iniziò a presentare importanti progressi e Griffith fu costretto a rivedere le sue convinzioni sull'utilizzo del getto direttamente per la propulsione. Da una rapida revisione del progetto all'inizio del 1940 trasse origine il Metrovick F.2, che funzionò per la prima volta più tardi nello stesso anno. Il motore F.2 divenne pronto per i test di volo nel 1943 ed aveva una spinta di circa 9.500 N. Nel mese di novembre venne testato il modello F.2/40, un motore di dimensioni più piccole che somigliava parecchio al Me 262 e che aveva prestazioni superiori. Tuttavia il motore venne considerato troppo complesso, e non fu mai messo in produzione.
Il rifiuto iniziale di Griffith dei concetti di Whittle è stato oggetto per lungo tempo di diversi commenti. Esso ha certamente rallentato lo sviluppo dei motori a reazione in Inghilterra per diversi anni. Le sue motivazioni hanno suscitato diverse curiosità ed interpretazioni, con molti studiosi che suggeriscono che la ragione principale fu il perfezionismo di Griffith che non gli faceva piacere il motore piccolo e brutto di Whittle, o forse la convinzione che il suo progetto fosse intrinsecamente superiore.
Griffith entrò a far parte della Rolls-Royce nel 1939 e ci lavorò fino al 1960. Egli progettò il turboreattore assiale AJ.65  che condusse allo sviluppo del Rolls-Royce Avon, il primo motore turbogetto assiale mai prodotto dalla stessa Rolls-Royce. Griffith portò inoltre avanti ricerche pionieristiche sulla tecnologia del decollo ed atterraggio verticali, culminate nello sviluppo di un apparato per la regolazione della spinta.
| Controllo di autorità | VIAF (EN) 969145857952223021262 · ISNI (EN) 0000 0003 7064 1287 · GND (DE) 1089222114 |